# Portugese gemeenschap in België
Met de Portugese gemeenschap in België worden in België wonende Portugezen, of Belgen van Portugese afkomst bedoeld. In Vlaanderen alleen woonden begin 2020 17.408 personen met de Portugese nationaliteit.

## Geschiedenis
De banden tussen Portugal en België gaan ver terug in de tijd. In de havensteden Brugge en Antwerpen waren in de vijftiende eeuw al Portugese handelaars actief, die er onder meer suiker, ivoor, goud en specerijen verkochten. Van 1511 tot 1795 bezat Antwerpen het zogenaamde 'Huys van Portugael', gebouwd in opdracht van koning Emanuel I van Portugal om de handelsbetrekkingen tussen beide naties te bevorderen.
In de tweede helft van de twintigste eeuw nam de migratie vanuit Portugal fors toe. Tussen 1958 en 1974 verlieten anderhalf miljoen Portugezen hun land om economische of politieke redenen en kwamen zo onder meer in België terecht. In Brussel vestigden ze zich vooral in Elsene en Sint-Gillis. Na de toetreding van Portugal tot de Europese Unie in 1986 nam het aantal hoogopgeleide migranten toe. Sinds de kredietcrisis, die Portugal op sociaal-economisch gebied zwaar trof en de werkloosheid in het land liet toenemen, zoeken opnieuw meer Portugezen werk in België.
In Antwerpen is het Sint-Jansplein en de buurt errond bekend om zijn Portugese aanwezigheid, met Portugese winkels en cafés. Ook in de gemeente Herenthout is een Portugese gemeenschap ontstaan. Hier gaat het vooral om arbeidsmigranten uit de streek van Guimarães, die in België aan het werk gaan via een systeem van dienstencheques.

## Bekende Belgen van Portugese afkomst
- Veronique Branquinho, modeontwerpster
- Yannick Ferreira Carrasco, voetballer (vader van Portugese afkomst)
- Jess & James, zangers
- Lio, zangeres
- Helena Noguerra, actrice
- Fatinha Ramos, illustrator
- Nuno Resende, zanger
- Jonathan Sacoor, atleet